# 펑쯔카이
펑쯔카이(중국어 간체자: 丰子恺, 정체자: 豐子愷, 병음: Fēng Zǐkǎi, 한자음: 풍자개, 1898년 11월 9일~1975년 9월 15일)는 중국의 화가, 예술가, 수필가이다.

## 생애
펑쯔카이(丰子恺)의 본명은 펑룬(중국어 간체자: 丰润, 정체자: 豐潤, 병음: Fēng Rùn, 한자음: 풍윤)이고, 다른 이름으로는 런(仁), 렁(仍) 등이 있다. 호(号)는 쯔지(子觊)인데, 뒤에 쯔카이(子恺)로 바꾸었다. 필명은 TK이다. 중국과 서양의 화법을 융합시킨 창작과 만화가, 산문가로도 유명하며 중국 현대만화의 선구자이다.
1925년 마오둔(茅盾), 천왕다오(陈望道), 예성타오(叶圣陶), 정전둬(郑振铎), 후위즈(胡愈之) 등과 함께 리다학회(立达学会)를 창립했다. 1926년 상하이예술대학(上海艺术大学)에서 재직했다. 1929년에 상하이(上海) 개명서점(开明书店)의 초빙에 응해 편집장을 맡았다.
1937년, 《만화: 일본의 중국침략사(漫画日本侵华史)》를 편집 출판했다. 1947년 《만화 아Q정전(漫画阿Q正传)》을 상하이 개명서점에서 출판했고, 1950년 4월, 《회화 루쉰소설(绘画鲁迅小说)》을 상하이 만엽서점(万叶书店)에서 출판했다.

## 작품
- 《연연당수필(缘缘堂随笔)》
- 《연연당재필(缘缘堂再笔)》
- 《수필 24편(随笔二十篇)》
- 《그림 속에 시가 있다(画中有诗)》
- 《흰 고니(白鹅)》
- 《삶이란 본디 단순한 거야(活着本来单纯)》
- 《쓸모없음의 아름다움(无用之美)》

## 같이 보기
- 루쉰